# Піщанська сільська рада (Шацький район)
Піща́нська сільська́ ра́да — адміністративно-територіальна одиниця та орган місцевого самоврядування в Шацькому районі Волинської області (Україна) з адміністративним центром у селі Піща.

## Загальні відомості
Водоймища на території, підпорядкованій даній раді: озеро Піщанське.

## Населені пункти
Сільській раді підпорядковані населені пункти:
- с. Піща
- с. Затишшя
- с. Кам'янка
- с. Острів'я

## Населення
За переписом населення України 2001 року в селі мешкали 2044 особи.

### Мова
Розподіл населення за рідною мовою за даними перепису 2001 року:
| Мова       | Відсоток |
| ---------- | -------- |
| українська | 98,65 %  |
| російська  | 0,72 %   |
| білоруська | 0,58 %   |
| румунська  | 0,05 %   |

## Склад ради
Рада складається з 16 депутатів та голови.

### Керівний склад ради
| ПІБ                      | Основні відомості                                                                                   | Дата обрання | Дата звільнення |
| ------------------------ | --------------------------------------------------------------------------------------------------- | ------------ | --------------- |
| Турич Микола Миколайович | Сільський голова, 1965 року народження, освіта, член Всеукраїнського об'єднання «Батьківщина»       | 26.03.2006   | 31.10.2010      |
| Бранчук Іван Васильович  | Сільський голова, 1972 року народження, освіта середня спеціальна, член Української Народної Партії | 31.10.2010   |                 |

Примітка: таблиця складена за даними джерела